# 第190回国会
第190回国会（だい190かいこっかい）とは、2016年（平成28年）1月4日に召集された通常国会である。会期は同年6月1日までの150日間であった。

## 各党・会派の議席数
| 計475、2015年（平成27年）12月22日、（）内は2016年（平成28年）2月16日、「」内は4月12日、｛｝内は4月26日時点 - 自由民主党 - 291（→290（辞職による）） - 民主党・維新・無所属クラブ→民進党・無所属クラブ - 93「→94」｛→96｝ - 公明党 - 35 - 日本共産党 - 21 - おおさか維新の会 - 13「→14」 - 生活の党と山本太郎となかまたち - 2 - 社会民主党・市民連合 - 2 - 無所属 - 12 （議長：大島理森、副議長：川端達夫を含む）「→14」 - 欠員 - 1（→2）「→3」｛→1｝ | 計242、2016年（平成28年）1月3日時点 - 自由民主党 - 114 - 民主党・新緑風会 - 59 - 公明党 - 20 - 日本共産党 - 11 - おおさか維新の会 - 7 - 日本を元気にする会・無所属会 - 7 - 維新の党 - 5 - 日本のこころを大切にする党 - 4 - 無所属クラブ - 3 - 社会民主党・護憲連合 - 3 - 生活の党と山本太郎となかまたち - 3 - 新党改革・無所属の会 - 2 - 無所属 - 5 （議長：山崎正昭、副議長：輿石東を含む） |

## 主な審議議案
- 民法（債権関連）の改正法案
- 環太平洋パートナーシップ協定承認議案
- 環太平洋パートナーシップ協定関連法案

## 今国会の動き

### 召集前

#### 2015年
- 9月27日 - 第189回国会が閉会。
- 10月21日 - 民主党・維新の党・共産党・社民党・生活の党の野党5党が憲法53条の規定に基づき臨時国会の召集を要求[3]。政府は臨時国会を召集せず閉会中審査を行うことで代えることとした[4]。臨時国会が召集されないのは10年ぶり[5]。
- 12月9日 - 維新の党を除名・離党した議員らが「おおさか維新の会」・「改革結集の会」を結成[6]。
- 12月15日 - 「平成二十八年一月四日に、国会の常会を東京に召集する詔書」が公布[7]。
- 12月21日 - 次世代の党が党名を「日本のこころを大切にする党」に変更[8]。

### 会期中

#### 1月
- 1月4日
  - 召集。通常国会が1月召集となった1992年（平成4年）以降では最も早い召集となる[9]。
  - 開会式。共産党が初めて出席した[10]。
- 1月22日 - 安倍首相が施政方針演説[11][12]。
- 1月28日
  - 建設業者からの金銭授受疑惑が報じられていた甘利経済再生・TPP担当大臣が辞任[13]。
  - 転居した場合に新旧どちらの市町村でも投票できないことがある問題を解消する改正公職選挙法が成立[14]。

#### 2月
- 2月2日 - 甘利前大臣の後任となる石原経済再生・TPP担当大臣が経済財政に関する演説をやり直し[15]。
- 2月16日 - 不倫疑惑が報じられていた宮崎謙介衆議院議員の辞職を衆議院本会議で許可[16]。
- 2月19日 - 民主党・維新の党・共産党・社民党・生活の党の野党5党が第189回国会で成立した安全保障関連法を廃止する2法案を国会に提出[17]。

#### 3月
- 3月1日 - 衆議院本会議で平成28年度予算（一般会計予算・特別会計予算・政府関係機関予算）が可決。憲法の規定により年度内の成立が確実に[18]。
- 3月17日 - 国の重要施設・外国公館・原子力事業所などの上空で小型無人機（ドローン）を飛行させることを禁止するドローン規制法が成立[19]。
- 3月24日
  - 衆議院に環太平洋パートナーシップ協定（TPP）やTPPの締結に伴う関係法律の整備法案を審査するための環太平洋パートナーシップ協定等に関する特別委員会（TPP特別委員会）が設置[20][21]。
  - 2016年度から2024年度までの9年間を集中実施期間とするとともに、戦没者の遺骨収集を国の責務として基本計画の策定などを義務付ける戦没者の遺骨収集の推進に関する法律が成立[22]。
- 3月25日 - 「改革結集の会」が衆議院事務局に解散届を提出し、解散[23]。
- 3月28日 - 前日に民主党・維新の党が合流して「民進党」が結成されたことに伴い、衆議院会派「民主・維新・無所属クラブ」が会派名を「民進党・無所属クラブ」に変更すると衆議院事務局に届け出た[24]。
- 3月29日
  - 参議院本会議で平成28年度予算が可決され、成立。一般会計予算の規模は、96兆7218億円で過去最大となった[25][26]。
  - 軽減税率の導入・法人実効税率の段階的引き下げ・3世代同居をする世帯への税制優遇などを定める税制改正関連法が成立[27][28]。
  - 介護休業を3回まで分割して取得したり、給付金の額を休業前賃金の67%に引き上げたりすることを定める改正雇用保険法・改正育児・介護休業法が成立[29]。
- 3月30日 - 特定秘密保護法に基づく制度の運用を監視する両院の情報監視審査会がそれぞれの議長に年次報告書を提出[30][31]。

#### 4月
- 4月6日
  - 駅やショッピングセンターなどに設けられた共通投票所での投票・投票所に18歳未満の児童を連れて入ること・自治体が独自に期日前投票の時間の延長などを可能とする改正公職選挙法が成立[32]。
  - 洋上投票の拡大や要約筆記者に対する報酬支払の解禁などを定める改正公職選挙法が成立[32]。
- 4月8日 - 成年後見制度の利用の促進を図るための会議や委員会の設置、組織などについて定める成年後見制度の利用の促進に関する法律が成立。6日には、成年後見人が成年被後見人に宛てられた郵便物を開いたり、成年被後見人の死後に相続財産を保存する行為をしたりできるようにする改正民法・家事事件手続法が成立していた[33][34]。
- 4月14日 - 内閣総理大臣の認定を受けた地域再生計画に記載された事業についての交付金の交付・これに寄附を行った企業に対する税制優遇（いわゆる「企業版ふるさと納税」）などを定める改正地域再生法が成立[35][36]。
- 4月15日 - サイバー攻撃の監視の対象を独立行政法人や特殊法人に拡大・サイバーセキュリティ戦略本部の事務を情報処理推進機構へ委託可能に・国家資格「情報処理安全確保支援士」の創設などを定める改正サイバーセキュリティ基本法・情報処理促進法が成立[37][38]。
- 4月19日 - 衆議院本会議で、平成28年（2016年）熊本地震の被災者に対して大島衆議院議長が「犠牲になられた方々のご冥福をお祈りし、ご遺族に、衷心より、哀悼の意を表します」などと述べた後、黙祷が行われた[39]。
- 4月20日 - 領海の基準となる国境に近い離島について行政施設や港などの整備・不法入国の防止体制の整備を国に義務付けるとともに、無人島となることを防止するため地域社会の維持として島を結ぶ船や航空便の運賃の低廉化・漁業経営の確保をはじめとする雇用機会の拡充などを国や地方公共団体に義務付ける有人国境離島地域の保全及び特定有人国境離島地域に係る地域社会の維持に関する特別措置法が成立[40]。
- 4月21日 - 衆議院本会議で、泉健太衆議院議員が京都3区補欠選挙に立候補したため失職したことに伴って、繰上当選した北神圭朗衆議院議員が議院に紹介された[41]。
- 4月22日 - 衆議院本会議で、定数の0増10減やアダムズ方式の導入などを定める衆院選挙制度改革法案の趣旨説明と質疑が行われた。自民党・公明党案はまず従来方式のまま定数の0増10減を行った後、2020年の国勢調査に基づいてアダムズ方式を導入するもので、民進党案は2010年の国勢調査にさかのぼってアダムズ方式を導入し定数の0増10減を行うとするもの[42][43]。

#### 5月
- 5月2日
  - 2020年の東京オリンピック・東京パラリンピックに向けて、国立競技場の建設費用に充てるため、スポーツ振興くじ（toto）の売上から充当する割合を2016年度から2023年度までの8年間、5%から10%に引き上げることなどを定める改正日本スポーツ振興センター法・スポーツ振興投票実施法が成立[44][45]。
  - 児童扶養手当のうち第2子以降の加算額について、所得に応じて最大2倍まで増額することなどを定める改正児童扶養手当法が成立[46][47]。
- 5月11日 - 物質・材料研究機構・理化学研究所・産業技術総合研究所の3つを特定国立研究開発法人とし、担当大臣による法人の長の解任・役職員の給与を自由に定めることを可能にするなどの独立行政法人通則法の特例を定める特定国立研究開発法人による研究開発等の促進に関する特別措置法が成立[48]。
- 5月17日 - 平成28年（2016年）熊本地震の被災地の復旧・復興に充てるための総額7780億円の補正予算が全会一致で成立。使途を定めずに必要に応じて橋や道路などのインフラの復旧などに充てることができる予備費7000億円が主な柱[49][50]。
- 5月20日 - 衆議院議員の定数の0増10減をした上で一票の格差を2倍未満とするため選挙区の区割りの見直しを行い、2020年の国勢調査に基づいてアダムズ方式を導入することなどを定める衆院選挙制度改革法（前述の自民党・公明党案）が成立[51][52]。
- 5月24日
  - 裁判員制度対象事件などでの取調べの録画録音（可視化）の義務付け、薬物・銃器犯罪や経済犯罪などでの司法取引の導入および通信傍受の対象に組織的に行われる窃盗や詐欺などの追加などを定める刑事司法改革関連法が成立[53][54]。
  - 本邦外出身者に対する不当な差別的言動（ヘイトスピーチ）の解消に向けた取組の推進を図るため、基本理念および国や地方公共団体の責務について定めるとともに、国や地方公共団体による相談体制の整備・教育の充実・啓発活動などを定めるヘイトスピーチ解消法が成立[55][56]。
- 5月25日 - 仮想通貨交換所のマウントゴックスが破産した問題を受けて、仮想通貨に財産的価値を認めるとともに、仮想通貨交換業者について金融庁（内閣総理大臣）の登録制とし立入検査や行政処分を可能とするなどの規制を設ける改正資金決済法などが成立[57][58]。
- 5月27日
  - 平成28年（2016年）熊本地震の被災者に義援金として都道府県や市区町村が交付する金銭やその交付を受ける権利の差押えを禁止するとともに、交付を受ける権利を担保に供することなどを禁止する平成二十八年熊本地震災害関連義援金に係る差押禁止等に関する法律が成立。施行前に交付されたり交付を受ける権利を取得したりした義援金についても、施行前に差押え等がされたものを除いて、適用される[59][60]。
  - 酒類の過度な安売りを禁止するため、財務大臣が酒類の公正な取引の基準を定め、これに酒類製造業者や酒類販売業者が従わない場合には名称の公表や命令がなされ、命令にも従わない場合には刑事罰を科したり免許や許可の取消しをすることとするとともに、酒類販売管理者に定期的に研修を受けさせることを義務付けることなどを定める改正酒税法などが成立[61][62]。
  - 児童相談所に他の児童福祉司を指導教育する児童福祉司および児童心理司や弁護士の配置・特別区でも児童相談所の設置を可能に・自立援助ホームに入所できる上限を大学に在学中であることなどを条件に22歳まで引き上げることなどを定める改正児童福祉法などが成立[63][64]。
- 5月31日 - 衆議院本会議で、民進党・共産党・社民党・生活の党の野党4党がアベノミクスの失敗や安全保障関連法の制定などを理由として提出していた、安倍内閣不信任決議案が賛成少数で否決[65][66]。

#### 6月
- 6月1日
  - 海外での犯罪行為により、死亡した日本国民の遺族に国外犯罪被害弔慰金（200万円）を支給すること・重度の障害が残った日本国民に国外犯罪被害障害見舞金（100万円）を支給することなどについて定める国外犯罪被害弔慰金等の支給に関する法律が成立[67][68]。
  - 2015年（平成27年）12月16日に女性の再婚禁止期間のうち100日を超える部分について最高裁判所の違憲判決があったことを受けて、女性の再婚禁止期間を6月から100日までに短縮すること・離婚時に妊娠していないか離婚後に出産した場合には再婚禁止期間を適用しないことなどを定める改正民法が成立[69][70]。
  - 会期末。衆議院で閉会中審査の手続がとられた。

## 常任委員長
| 委員長名           | 氏名         | 政党名     |
| ------------------ | ------------ | ---------- |
| 内閣委員長         | 西村康稔     | 自由民主党 |
| 総務委員長         | 遠山清彦     | 公明党     |
| 法務委員長         | 葉梨康弘     | 自由民主党 |
| 外務委員長         | 岸信夫       | 自由民主党 |
| 財務金融委員長     | 宮下一郎     | 自由民主党 |
| 文部科学委員長     | 谷川弥一     | 自由民主党 |
| 厚生労働委員長     | 渡辺博道     | 自由民主党 |
| 農林水産委員長     | 小里泰弘     | 自由民主党 |
| 経済産業委員長     | 高木美智代   | 公明党     |
| 国土交通委員長     | 谷公一       | 自由民主党 |
| 環境委員長         | 赤澤亮正     | 自由民主党 |
| 安全保障委員長     | 左藤章       | 自由民主党 |
| 国家基本政策委員長 | 浜田靖一     | 自由民主党 |
| 予算委員長         | 竹下亘       | 自由民主党 |
| 決算行政監視委員長 | 松木けんこう | 民進党     |
| 議院運営委員長     | 河村建夫     | 自由民主党 |
| 懲罰委員長         | 中川正春     | 民進党     |

| 委員長名           | 氏名         | 政党名     |
| ------------------ | ------------ | ---------- |
| 内閣委員長         | 神本美恵子   | 民進党     |
| 総務委員長         | 山本博司     | 公明党     |
| 法務委員長         | 魚住裕一郎   | 公明党     |
| 外交防衛委員長     | 佐藤正久     | 自由民主党 |
| 財政金融委員長     | 大家敏志     | 自由民主党 |
| 文教科学委員長     | 石井浩郎     | 自由民主党 |
| 厚生労働委員長     | 三原じゅん子 | 自由民主党 |
| 農林水産委員長     | 若林健太     | 自由民主党 |
| 経済産業委員長     | 小見山幸治   | 民進党     |
| 国土交通委員長     | 金子洋一     | 民進党     |
| 環境委員長         | 磯﨑仁彦     | 自由民主党 |
| 国家基本政策委員長 | 北澤俊美     | 民進党     |
| 予算委員長         | 岸宏一       | 自由民主党 |
| 決算委員長         | 小泉昭男     | 自由民主党 |
| 行政監視委員長     | 礒崎陽輔     | 自由民主党 |
| 議院運営委員長     | 松山政司     | 自由民主党 |
| 懲罰委員長         | 直嶋正行     | 民進党     |